# Vieux-Fumé
Vieux-Fumé est une ancienne commune française du département du Calvados et de la région Normandie, peuplée de 513 habitants.
Le 1er janvier 2017, elle prend le statut administratif de commune déléguée au sein de la commune nouvelle de Mézidon Vallée d'Auge.

## Géographie

### Localisation
La commune est à l'est de la plaine de Caen, aux portes du pays d'Auge. Son bourg est à 5 km au sud-ouest de Mézidon-Canon, à 8,5 km au nord-ouest de Saint-Pierre-sur-Dives, à 21 km au nord-est de Falaise et à 24 km au sud-est de Caen.
Vieux-Fumé comprend les hameaux de Quatre-Puits, le Mesnil et Cauvigny.
| Airan          | Cesny-aux-Vignes | Ouézy, Mézidon-Canon |
| Fierville-Bray | Vieux-Fumé       | Magny-la-Campagne    |
| Condé-sur-Ifs  | Condé-sur-Ifs    | Magny-la-Campagne    |

## Toponymie
Le nom de la localité est attesté sous les formes Vadum Fulmerii et Vado Fulmeri vers 1025 et Vadum Fumatum vers 1277.
Il est issu par dénaturation du latin vadum et de l'anthroponyme germanique tel que Folgmarus, ou Folc-mar.

La forme ancienne Vadum Fulmeriii de 1025 montre qu'il s'agit initialement du « gué de Fulmer ».
La forme erronée "Vieux" repose sur le traitement dialectal normand de gué, généralement noté vey. L'altération de Fulmer en Fumé est quant à elle attestée dès 1277 sous la forme latinisée Vadum Fumatum, littéralement « gué fumé ».
Le gentilé est  Fuméen.
Le village de Quatre-Puits est attesté sous les formes de Quator Puteis vers 1350 et Quatrepys en 1494. Il ne s'agit pas là d'un faux-ami : le toponyme semble bien hérité de la présence de quatre puits.

## Histoire
En 1831, Vieux-Fumé (226 habitants en 1821) absorbe Quatre-Puits (68 habitants) au nord-ouest de son territoire.

## Politique et administration

### Liste des maires
| Période                                  | Période       | Identité              | Étiquette | Qualité                                                               |
| ---------------------------------------- | ------------- | --------------------- | --------- | --------------------------------------------------------------------- |
|                                          | 1943          | Charles Drouet        |           |                                                                       |
| Les données manquantes sont à compléter. |               |                       |           |                                                                       |
| avant 1995                               | 1995          | Jean Laplace          |           |                                                                       |
| juin 1995                                | mars 2014     | Jean-Claude Lelaizant | DVG       | Agent SNCF                                                            |
| mars 2014                                | août 2014     | Philippe Rolland      |           | Retraité                                                              |
| novembre 2014                            | décembre 2016 | Hubert Mastrototaro   |           | Contrôleur des transports à la Direction régionale de l'environnement |

Le conseil municipal était composé de onze membres dont le maire et trois adjoints[réf. nécessaire].

### Liste des maires de la commune déléguée
| Période      | Période  | Identité            | Étiquette | Qualité                                                               |
| ------------ | -------- | ------------------- | --------- | --------------------------------------------------------------------- |
| janvier 2017 | En cours | Hubert Mastrototaro | SE        | Contrôleur des transports à la Direction régionale de l'environnement |

## Population et société

### Démographie
L'évolution du nombre d'habitants est connue à travers les recensements de la population effectués dans la commune depuis 1793. À partir du 1er janvier 2009, les populations légales des communes sont publiées annuellement dans le cadre d'un recensement qui repose désormais sur une collecte d'information annuelle, concernant successivement tous les territoires communaux au cours d'une période de cinq ans. 
Pour les communes de moins de 10 000 habitants, une enquête de recensement portant sur toute la population est réalisée tous les cinq ans, les populations légales des années intermédiaires étant quant à elles estimées par interpolation ou extrapolation. Pour la commune, le premier recensement exhaustif entrant dans le cadre du nouveau dispositif a été réalisé en 2005,.
En 2021, la commune comptait 513 habitants, en évolution de +1,18 % par rapport à 2015 (Calvados : +1,58 %, France hors Mayotte : +2,49 %).
| 1793 | 1800 | 1806 | 1821 | 1831 | 1836 | 1841 | 1846 | 1851 |
| ---- | ---- | ---- | ---- | ---- | ---- | ---- | ---- | ---- |
| 229  | 202  | 268  | 226  | 319  | 303  | 295  | 282  | 274  |

| 1856 | 1861 | 1866 | 1872 | 1876 | 1881 | 1886 | 1891 | 1896 |
| ---- | ---- | ---- | ---- | ---- | ---- | ---- | ---- | ---- |
| 275  | 268  | 268  | 271  | 264  | 247  | 228  | 230  | 245  |

| 1901 | 1906 | 1911 | 1921 | 1926 | 1931 | 1936 | 1946 | 1954 |
| ---- | ---- | ---- | ---- | ---- | ---- | ---- | ---- | ---- |
| 235  | 203  | 212  | 279  | 252  | 231  | 258  | 298  | 281  |

| 1962 | 1968 | 1975 | 1982 | 1990 | 1999 | 2005 | 2010 | 2015 |
| ---- | ---- | ---- | ---- | ---- | ---- | ---- | ---- | ---- |
| 285  | 273  | 274  | 304  | 362  | 334  | 355  | 440  | 507  |

| 2018 | - | - | - | - | - | - | - | - |
| ---- | - | - | - | - | - | - | - | - |
| 517  | - | - | - | - | - | - | - | - |

| 1793 | 1800 | 1806 | 1821 |
| ---- | ---- | ---- | ---- |
| 64   | 48   | 63   | 68   |

## Économie
Depuis juin 2010, un champ de quatorze éoliennes a été construit à l'ouest du territoire et sur ceux d'Airan, Fierville-Bray et Condé-sur-Ifs.

## Culture locale et patrimoine

### Lieux et monuments

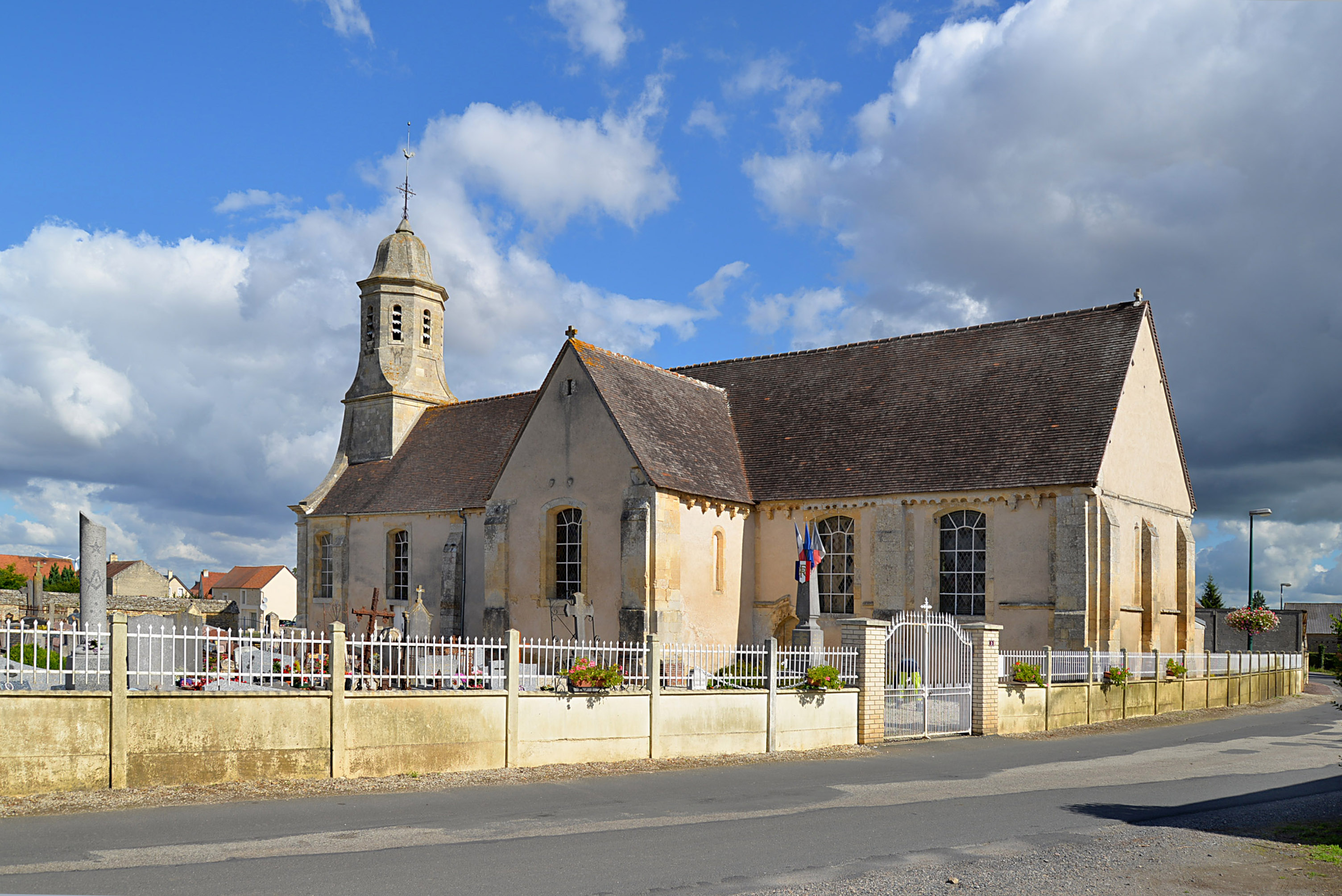
L'église Saint-Germain.

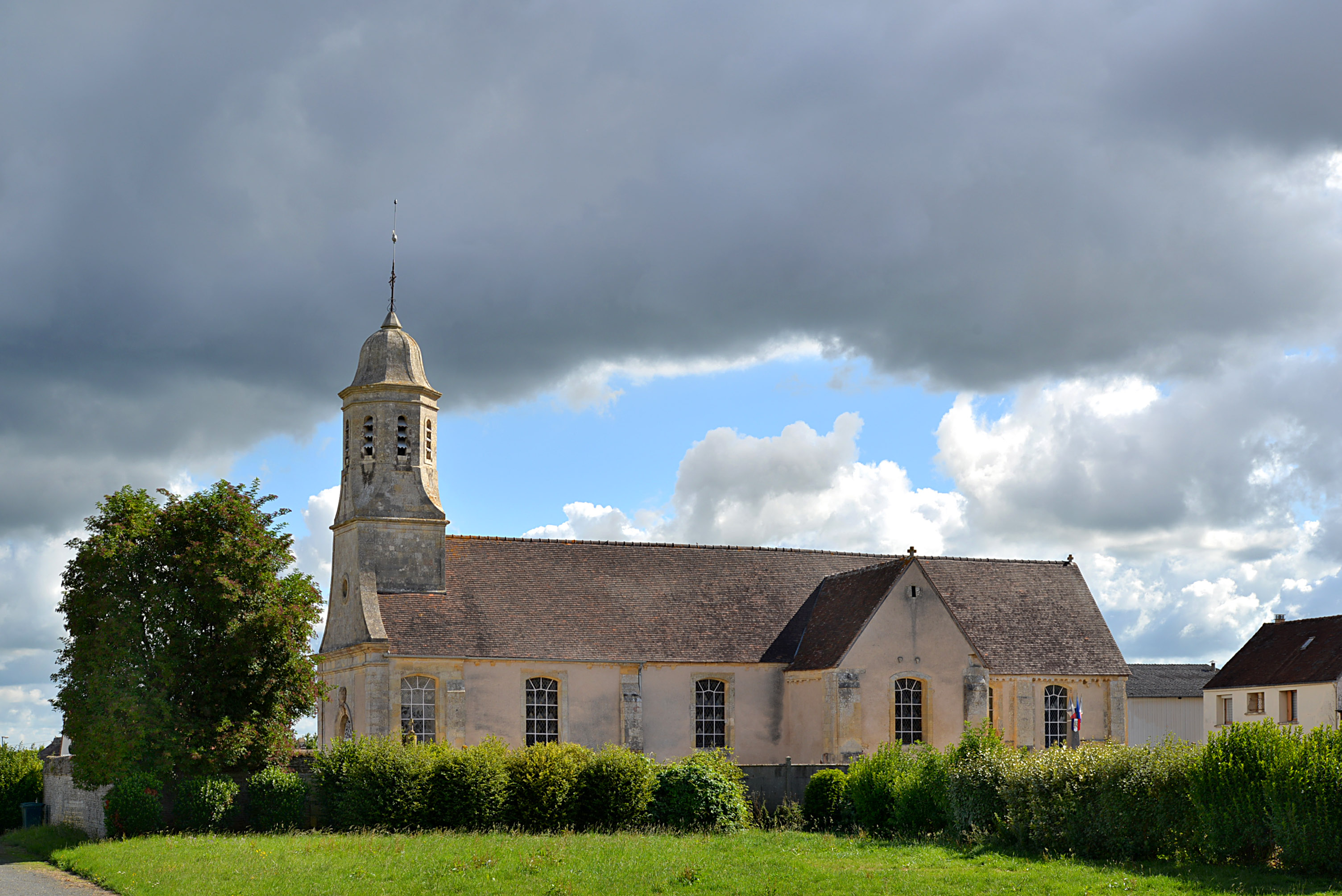
L'église Saint-Germain.

- Église Saint-Germain du XIIe siècle. Les lambris du XVIIIe sont classés au titre objet aux monuments historiques[18].
- Château du Mesnil-d'O du XVIIIe siècle partiellement classé au titre des monuments historiques[19].

Cartes postales anciennes
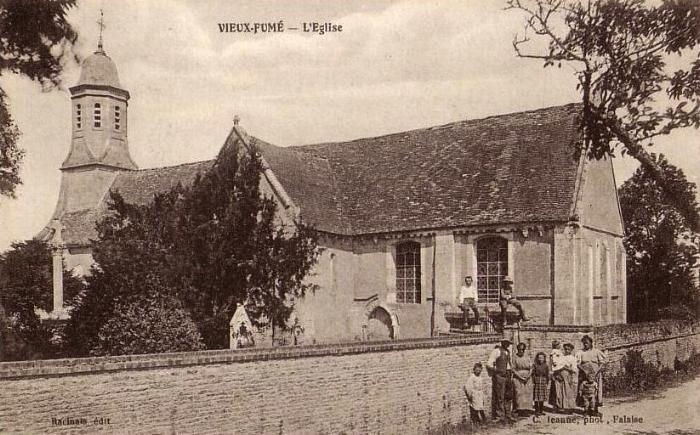
L'église Saint-Germain au début du XXe siècle.
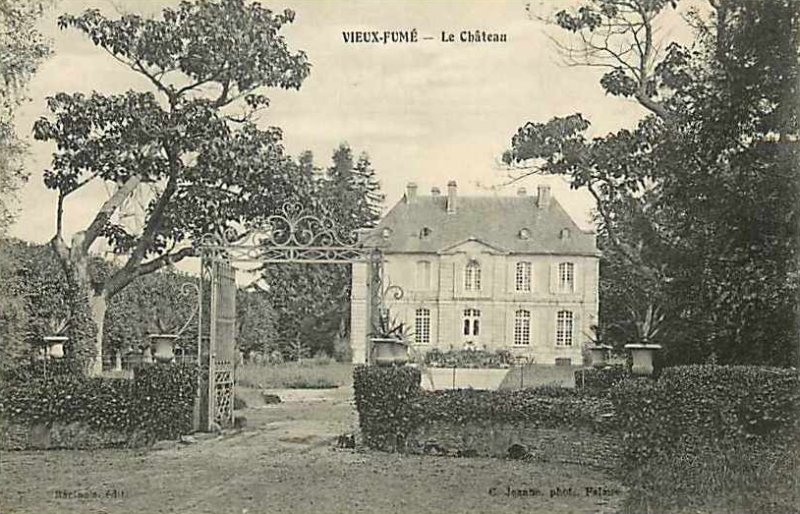
Le château du Mesnil-d'O.
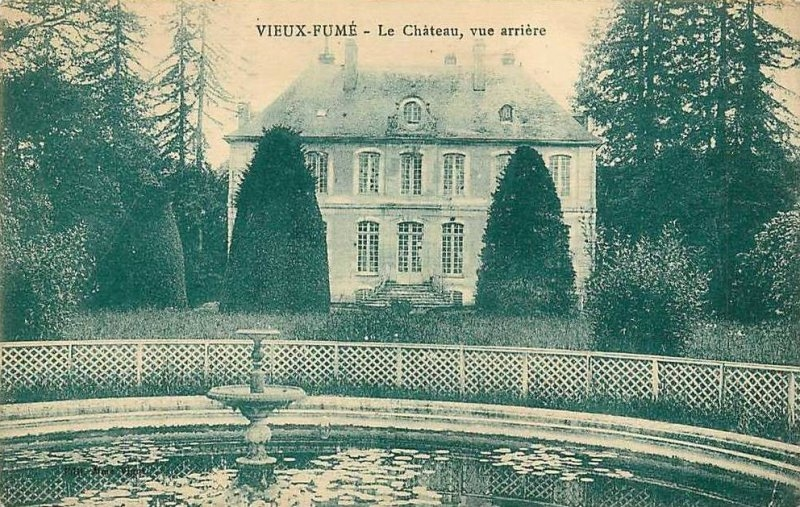
Le parc du château.
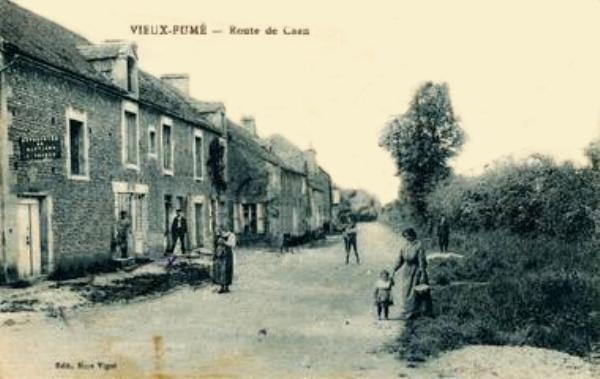
La route de Caen vers 1920.